# Günthers Peitschennatter
Günthers Peitschennatter (Ahaetulla dispar) ist eine Schlangenart in der Gattung der Peitschennattern. Wie alle Peitschennattern ist auch diese Art auffallend schlank gebaut. Sie lebt in einem recht kleinen Areal in Indien und wird von der Weltnaturschutzunion (IUCN) als potenziell gefährdet eingestuft.

## Lebensraum und Lebensweise
Die Schlange lebt in feuchten, hochgelegenen und kühlen Gebieten der Westghats, ein Gebirge im Westen von Indien, wahrscheinlich in Höhen von ca. 600 bis 2000 Metern. Dort hält sie sich vorwiegend in den Lianen der Bäume auf; während der Regenzeiten findet man sie am Tag auch in Gras oder Gebüsch. Günthers Peitschennatter kommt in ihrem Verbreitungsgebiet recht häufig vor und ernährt sich von Eidechsen, Fröschen oder anderen Schlangen. Die ovovivipare (lebendgebärende) Natter hat 4 bis 11 Junge pro Wurf.

## Gefährdung
Das Habitat der Art beschränkt sich auf 14.000 km2. Außerhalb von geschützten Gebieten leidet sie unter stetigem Rückgang, da sich die Landwirtschaft immer weiter ausbreitet. Die Schlange wird nicht gehandelt, aber von Einheimischen getötet. Trotzdem kommt sie im ganzen Areal häufig vor und wird deshalb auch als „potenziell gefährdet“ eingeschätzt, jedoch fast als „gefährdet“. Derzeit gibt es keine Diskussionen oder Maßnahmen zum Erhalt dieser Peitschennatter. Die IUCN schlägt vor die Art weiter zu beobachten, um mehr über ihre Biologie, ihren Bestand und dessen Veränderung zu erfahren.

## Belege
1. ↑  Ahaetulla dispar In: The Reptile Database
2. ↑  Ahaetulla dispar in der Roten Liste gefährdeter Arten der IUCN 2013. Eingestellt von: Srinivasulu, C., Srinivasulu, B., Achyuthan, N.S. & Mohapatra, P., 2013. Abgerufen am 22. August 2020.